# Odze György
Odze György (Budapest, 1949. július 22. –) magyar író, műfordító.

## Élete
Odze Endre és Grosz Margit gyermekeként született.
Főiskolai tanulmányait a Kereskedelmi és Vendéglátóipari Főiskolán végezte 1967–1970 között.
London School of Economics, International Politics and Communications 1998-1999 között.
Tanárként a Szegedi József Attila Tudományegyetem Kommunikáció és újságírás szakán oktatott.
1970–1974 között a Malév forgalmi tisztviselője volt. 1972-től jelentek meg novellái és publicisztikái. 1974–1983 között a Kulturális Kapcsolatok Intézete, majd a Művelődési Minisztérium tisztviselője, 1983–1988 között Delhiben a Magyar Kulturális Központ munkatársa, 1988–1992 között a Magyar Tudományos Akadémia sajtótitkára volt. 1992-től a Külügyminisztériumban dolgozott; 1994-től a londoni nagykövetség munkatársaként, ezt követően Pekingben (2002–2006), majd pedig Helsinkiben tanácsosként teljesített külszolgálatot. 2007-ben külügyi szóvivő, majd a kommunikációs stratégia vezetője volt. 2011-ben visszavonult az aktív diplomáciától és Tihanyban él, írói tevékenységét folytatja.
Önéletrajzi írásaiban az 1945 utáni értelmiségi nemzedék életérzését, erkölcsi konfliktusait ábrázolta. Fordít, rádió- és tévéjátékokat ír.

## Magánélete
1980-ban feleségül vette Mészáros Annamáriát, akitől 1981-ben ikerleányai születtek: Orsolya és Katalin.

## Művei
- Ténymásolatok (elbeszélések, 1978)
- Tőled függ (regény, 1980)
- Lebomlás (kisregény, 1985)
- Negyven (kisregény, 1986)
- Magyar regény (regény, 1989)
- A világ olyan gazdag (elbeszélés, 1990)
- Csak az igazat ne (regény, 1990)
- Százezer dollár Danikáért (tévénovella, 1992)
- Bosszú és bocsánat (regény, 1993)
- Szerelem és rettegés (regény, 1993)
- Dunakeringő (regény, 1994)
- Kisváros (1994) (Szurdi Miklóssal)
- Álomkarmester (regény, 1995)
- Henrik (beszélgetés Havas Henrikkel, 2001)
- Verebes István (Szebeni Andrással, 2002)
- Magyarországon megbízólevéllel (Kaiser Ottóval, 2003)
- David Beckham – Isten, vagy csak zseni? (2003)
- Diplomáciai körök (2004)
- Halotti beszédeim (2005)
- A halál oka: politikai gyilkosság (2006)
- A tökéletes bejárónő. 44 különleges történet; Magyar Könyvklub, Bp., 2006
- Laura diplomáciai kalandjai; Central Médiacsoport, Bp., 2014 (Nők lapja műhely)
- Sorstöröttek. Onódy Lajos és Bara Margit története; Noran Libro, Bp., 2017
- A bejrúti rejtély, 1975; Noran Libro Kiadó, 2019; ISBN 9786155900808
- Túszdráma a fedélzeten, Varsó 1982; Noran Libro Kiadó, 2020
- Érdemes volt. Gróf Andrássy Gyula miniszterelnök élete; Kocsis, Budapest, 2023
- Kísértés. Regény; Kalligram, Budapest, 2024

## Műfordításai
- Peter Straub: Tudom, ki vagy (1991)
- Irwin Shaw: Francia éjszakák (regény, 1992, 2006)
- James Jones: Az a mámoros május (regény, 1993)
- Irwin Shaw: Egy amerikai Rómában (regény, 1993, 1997)
- Irwin Shaw: Ha meghal a szeretet (regény, 1993)
- Lavyrie Spencer: Keserédes (regény, 1993)
- Lavyrie Spencer: Kockázat a szerelemért (regény, 1994)
- Lavyrie Spencer: Évek (regény, 1995)
- Sidney Sheldon: Egyszer minden véget ér (regény, 1996)
- Mark Bowden: A Mogadisu-ügy (1999)
- Henry Miller: Szexus (1999)
- Russel Andrews: A testvérgyilkos (2000)
- Christopher Reich: A nagy összeesküvés (2002)
- John le Carré: Az elszánt diplomata (2002)